# Кус-Бей
Кус-Бей (англ. Coos Bay) — город в округе Кус, штат Орегон, США, на юго-западе штата. Портовый город на побережье Тихого океана. В океан в месте расположения города впадает река Кус (Coos River). Статус города присвоен в 1874 году. Некоторое время город исполнял функции административного центра округа.
В городе Кус-Бей находится административный центр индейской резервации Кус—Лоуэр-Ампква—Сайусло.

## География и экономика

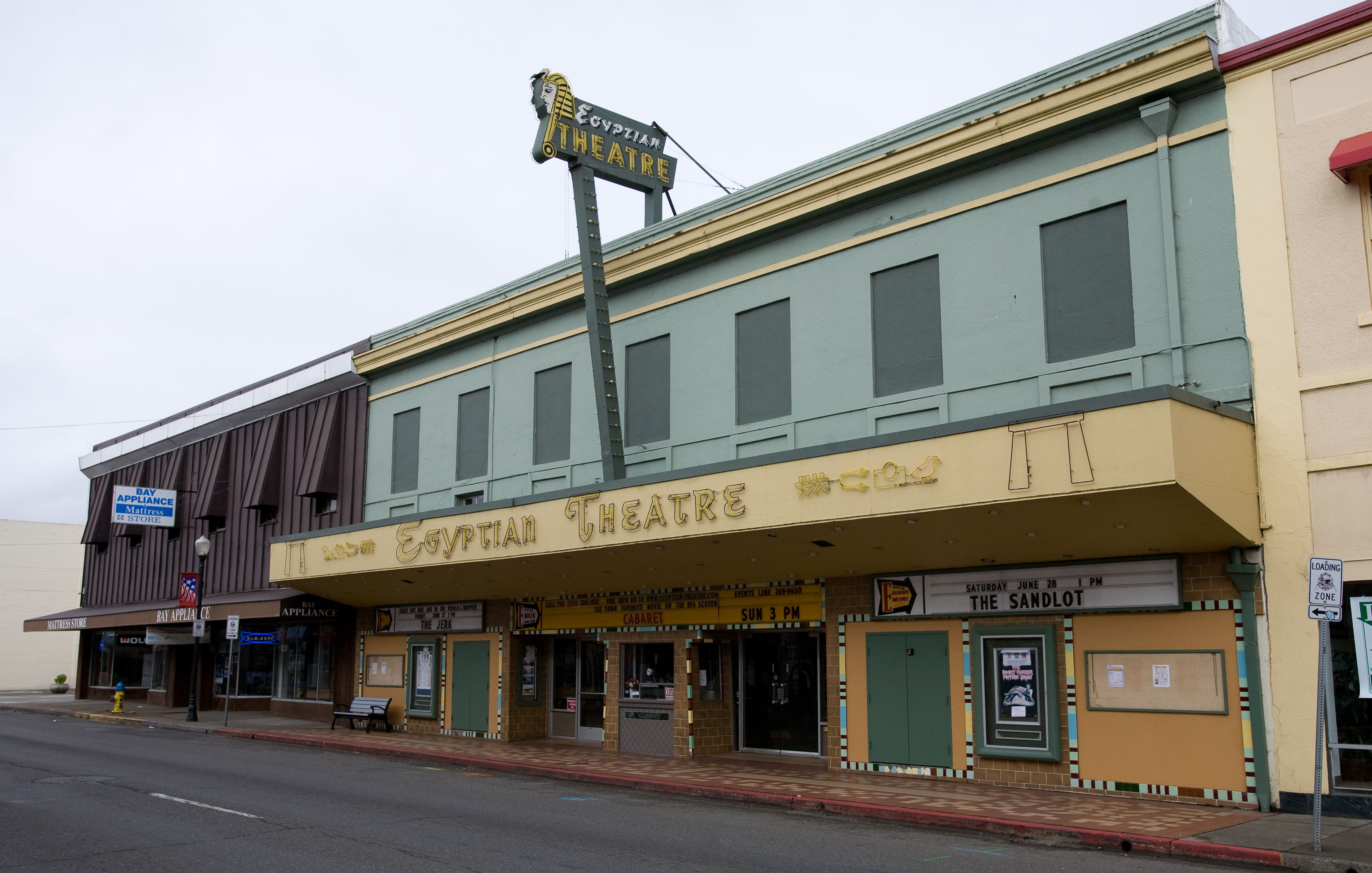
Египетский театр, Кус-Бей

Благодаря расположенным в городе и окрестностях песчаных пляжей и «движущимся» дюнам Кус-Бей является туристической достопримечательностью. Большая часть находящихся здесь дюн находится в местном Национальном парке дюн штата Орегон (Oregon Dunes National Recreation Area), находящемся в ведении государственного министерства лесного хозяйства США.
В восточной части города находится океанский порт, предназначенный в основном для обслуживания лесодобытчиков и вывоза древесины. В настоящее время канадская нефтегазовая корпорация Veresen в Кус-Бей производит работы по строительству гигантского терминала для сжиженного газа, предназначенного для поставок в страны Азии. Стоимость проекта оценивается в 7 миллиардов долларов США.

## Города-партнёры
- Тёси, Япония (с 1983 года).

## Известные уроженцы
- Мел Каунтс (род. 1941), профессиональный баскетболист.
- Лорен Ньютон (род. 1952), певица и композитор.
- Стив Префонтейн (1951—1975), спортсмен, бегун-стайер.
- Владимир Саренпя (1949—1976), серийный убийца.